# CanArgo
CanArgo er et olie og gasselskab som er noteret på Oslo Børs og American Stock Exchange (Amex).
Selskabet havde sit hovedkvarter i det tidligere Sovjetunionen og for tiden er det i Georgien og Kaukasus.
CanArgo Energy Corporation havde et nettoresultat på minus 5,9 millioner dollars i første kvartal 2007. Driftsresultatet endte på minus 3,5 millioner dollar. 
Driftindtægterne beløb sig til 0,5 million dollar. 